# 何機
何機（?—?），西晋陈国阳夏人，何曾之孙，何遵的第三子。何嵩、何绥之弟，何羡的兄长。
何机担任邹平（今山东省邹平县北）县令。性情很傲慢，责令同乡人谢鲲等对他行跪拜礼。有人告诫他说：“礼敬上年纪有爵位的，以德为主。令谢鲲拜的是你的权势，恐怕有伤风俗。”何机却不觉得惭愧。